# Colossendeis korotkevitschi
Colossendeis korotkevitschi är en havsspindelart som beskrevs av Pushkin, A.F. 1984. Colossendeis korotkevitschi ingår i släktet Colossendeis och familjen Colossendeidae.
Artens utbredningsområde är Södra Ishavet. Inga underarter finns listade i Catalogue of Life.